# She Sleeps, She Sleeps
She Sleeps, She Sleeps ist ein Jazzalbum des Trios Fire! um Mats Gustafsson. Die wohl 2015 im Studio Chinatown, Melbourne, in den Rud Studios, Stockholm, und im Orionteatern, Stockholm, entstandenen Aufnahmen erschienen am 15. Januar 2016 auf Rune Grammofon.

## Hintergrund
She Sleeps, She Sleeps ist das fünfte Album von Fire!, dem schwedischen Trio bestehend aus dem Saxophonisten Mats Gustafsson, Bassist Johan Berthling und Schlagzeuger Andreas Werliin. Es dokumentiert, wie die drei Musiker nach Projekten mit Aufnahmen und Tourneen mit Fire!, zum Teil erweitert zum Orchester mit etwa dreißig Mitgliedern, wieder zur Trioformation zurückkehrten. Auf vorangegangenen Alben arbeitete das Trio mit Musikern wie den Gitarristen Jim O’Rourke und Oren Ambarchi zusammen. Obwohl ihr letztes Trio-Album (Without Noticing) (2013) keine derartigen Ergänzungen enthielt, sind bei She Sleeps, She Sleeps drei der vier Titel des Albums mit Gästen aufgenommen worden, mit Ambarchi auf einem Titel und dem Cellisten Leo Svensson Sander auf zwei anderen Titeln.
Möglicherweise haben sich Berthling und Werliin etwa sieben Jahren vor diesen Aufnahmen für den Namen Fire! entschieden, um auf „die stürmischen Eigenschaften und die potenzielle Entflammbarkeit ihrer Zusammenarbeit“ als Musiker hinzuweisen und um dem freien und improvisierten Jazz-Geist Tribut und Hommage zu zollen, der einst mit der wilden Entschlossenheit von „Fire Music“ [dem Jazzalbum von Archie Shepp von 1965] gesegnet war, notierte Euan Andrews. Diese Hypothese dürfte auch bei den einzelnen Titeln der Alben angestellt werden, die die Musik von Fire! schmücken. Wie bei den vorherigen vier Alben sind auch die Stücke auf She Sleeps, She Sleeps mit individuellen Überschriften versehen, die sich wie „poetische Miniaturen“ lesen lassen; es seien Zeilen und Phrasen, die aufeinander Bezug nehmen und so ein Ganzes bilden.

## Titelliste
- Fire! She Sleeps, She Sleeps (Rune Grammofon)[3]

1. She Owned His Voice 7:35
2. She Sleeps, She Sleeps 14:00
3. She Bid a Meaningless Farewell 4:04
4. She Penetrates the Distant Silence. Slowly 18:31

## Rezeption

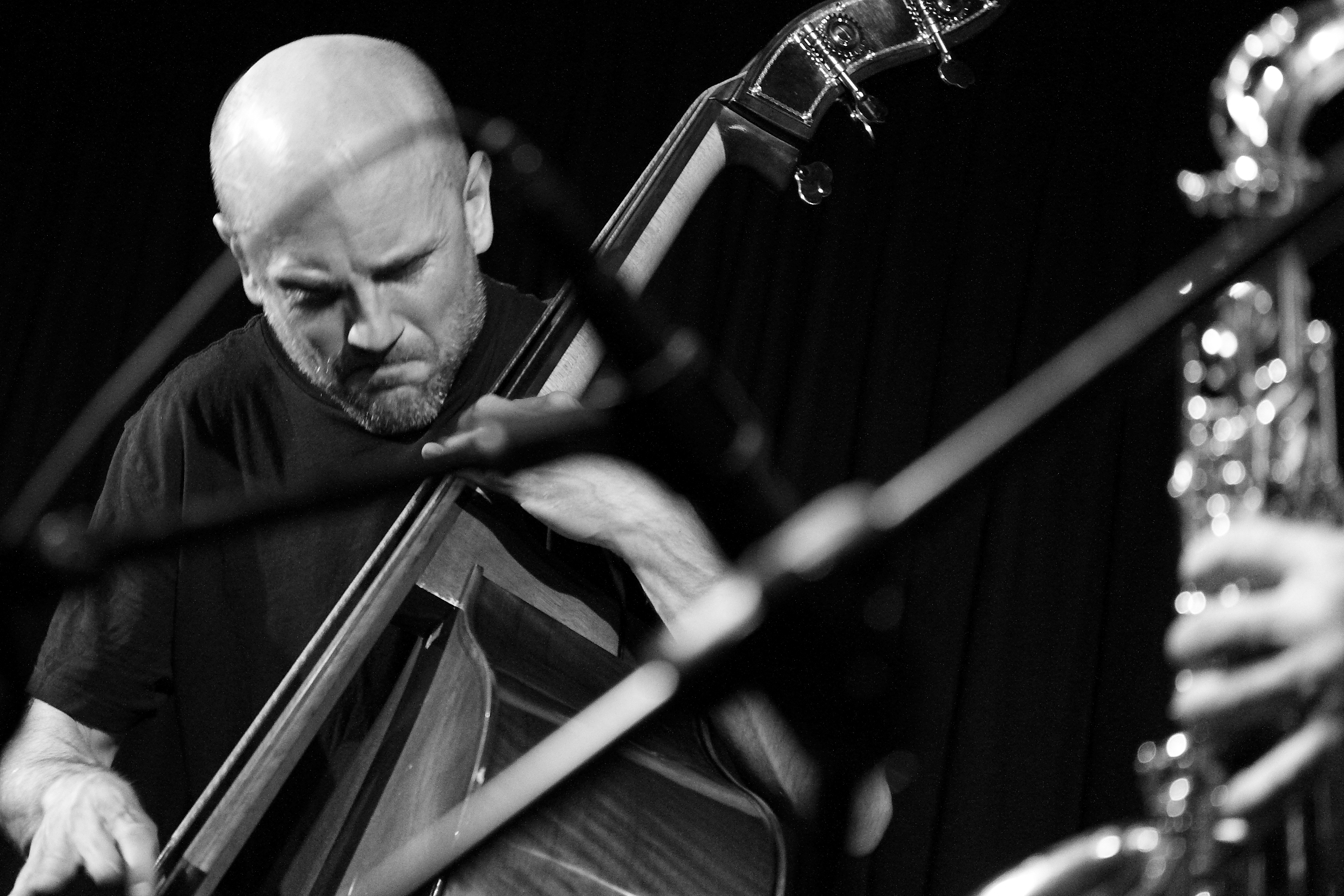
Johan Bertling mit dem Arashi Trio (mit Paal Nilssen-Love & Akira Sakata) im Club W71 in Weikersheim (2018)

Der siebeneinhalbminütige Eröffnungstrack „She Owned His Voice“ präsentiert das Trio allein und ist eine eindrucksvolle Erinnerung daran, was für eine tolle Gruppe das ist, urteilte John Eyles in All About Jazz. Die drei Mitglieder seien sofort ineinander verzahnt, Bass und Schlagzeug würden für einen straffen, treibenden Groove sorgen, über den Gustafsson ein Lehrbuchbeispiel dafür liefert, was er so gut kann, indem er konzentrierte, anhaltende Baritonausbrüche abfeuert, die seine unglaubliche Ausdauer, Lungenkraft und Phrasierung unter Beweis stellten. Als Nächstes agiere die Rhythmusgruppe im längeren Titelstück ebenso zuverlässig und lasse Gustafsson und Ambarchi Raum für den Austausch von Phrasen, die ausgesprochen angsterfüllt und atmosphärisch klingen. Liebhaber des Trios dürften hier an die vielen Stärken der Gruppe erinnert werden.
She Sleeps, She Sleeps präsentiere das Trio reduzierter als je zuvor, weiter zurück als der donnernde Noise-Rock ihrer früheren Werke ohne Orchester, meinte Euan Andrews in The Quietus. Dies sei eine Platte, die den Wurzeln des ungeschminkten Spiels der Einzelnen auf den Grund geht und sie dann als Gruppenidentität rekonstruiert. Bereits das erste Stück würde wie eine Beschwörung klingen, und die Platte setze sich in diesem Sinne fort. Die Verbindung von Free-Jazz-Spiel mit Drone-Pop-Motiven erinnere an eine düsterere Variante der Erkundungen von Pharoah Sanders auf seiner LP „Village of the Pharoahs“ von 1973.